# Dorothea de Curlanda
Dorothea von Biron, Prințesă de Curlanda, Ducesă de Dino, Talleyrand și Sagan, cunoscută ca Dorothée de Courlande sau Dorothé de Dino (21 august 1793 – 19 septembrie 1862), a fost nobilă germană. Mama ei a fost Dorothea von Medem, Ducesă de Curlanda și e posbil ca adevăratul ei tată să fi fost politicianul polonez Aleksander Batowski. O perioadă lungă de timp ea l-a însoțit pe omul de stat francez Charles Maurice de Talleyrand-Périgord, în timp ce ea a fost soția nepotului acestuia, Edmond de Talleyrand-Périgord.

## Biografie

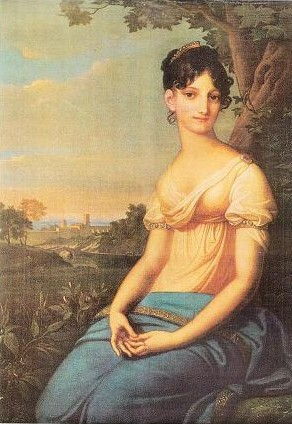
Prințesa Dorothea, c. 1810 (17 ani)

Dorothea s-a născut la Palatul Friedrichsfelde în apropiere de Berlin ca a patra și ultima fiică a Ducesei Dorothea de Courland, care era atunci separată de soțul ei, Ducele Peter de Courland. Paternitatea Dorotheei este disputată însă în general se consideră că este vorba de contele Aleksander Batowski, reprezentatul polonez în ducatul de Courland. Tatăl ei biologic a fost un asociat apropiat a lui Charles-Maurice de Talleyrand-Périgord în timpul perioadei napolenice. Cele trei surori ale ei, toate fiice legitime ale Ducelui de Courland au fost: Prințesa Wilhelmine, Ducesă de Sagan, Prințesa Pauline, Ducesă de Sagan și Prințesa Johanna Katharina, Ducesă de Acerenza. Dorothea a fost educată în Germania.

### Căsătorie
Căutând o moștenitoare bogată pentru nepotul său Edmond, Talleyrand a cerut țarului Alexandru I al Rusiei să intervină la mama Dorotheei în favoarea unei căsătorii cu Edmond. Căsătoria a avut loc la 21 și 22 aprilie 1809 la Frankfurt în mijlocul războaielor napoleoniene, și a fost prezidată de prietenul lui Talleyrand, Prințul-episcop Karl Theodor Anton Maria von Dalberg. Dorothea a devenit astfel contesă Edmond de Périgord și strănepoata contelui de Talleyrand-Périgord, prinț de Bénévent. Educată în Germania, în societatea franceză ea a reprezentat inamicul. Cele trei surori ale ei, de asemenea, foarte anti-franceze, nu au ajutat căsătoriei ei și în ciuda nașterea a trei copii, căsătoria a devenit nefericită, cu Edmond preocupat mai mult de jocuri de noroc, război și alte femei decât de soția sa.
Căderea Primului Imperiu francez și Congresul de la Viena, la care Charles-Maurice de Talleyrand a fost desemnat să reprezinte Franța, a favorizat o prietenie strânsă între el și Dorothea. În timpul petrecut la Viena ea a stat în casa ei, palatul Kaunitz și acesta a fost momentul în care Dorothea a început să joace un rol important în viața lui Charles-Maurice. Ea l-a însoțit la Congresul de la Viena și chiar s-a pretins că a devenit amanta lui cândva după 1815.
La 31 august 1817 Talleyrand a fost făcut duce de către Ludovic al XVIII-lea al Franței și la 2 decembrie i s-a acordat ducatul de Dino de către regele Siciliei ca recunoaștere a serviciilor sale de la Viena. Ducatul de Dino a fost imediat transmis nepotului și soției sale, așa că Dorothea a devenit și ducesă de Dino. La 24 martie 1818, ea și soțul ei s-au separat, deși acest lucru a fost pronunțat în mod oficial la 6 noiembrie 1824.

### Viața ei cu Talleyrand

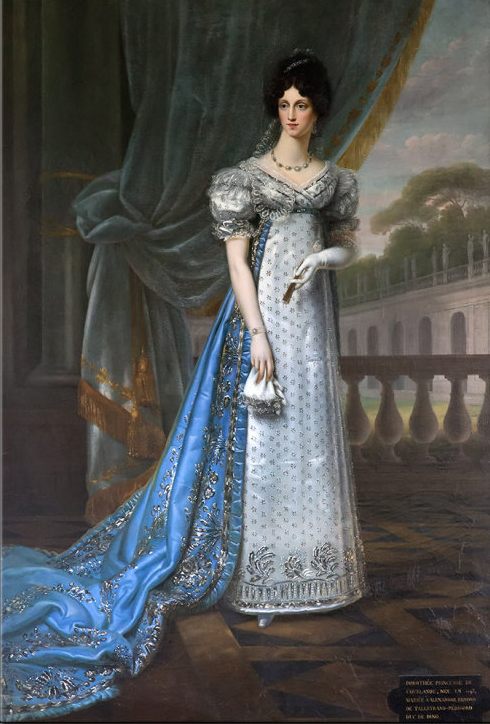
Dorothea, ducesă de Dino, c. 1830

La 3 iulie 1820 Talleyrand a părăsit Parisul pentru Valençay, însoțit de Dorothea care era însărcinată cu cel de-al treilea copil, Pauline, a cărei paternitate este uneori atribuită lui Talleyrand. În ciuda faptului că a fost însoțitoarea lui (el avea cu 39 de ani mai mult decât ea) ea a avut mai mulți iubiți câștigând o reputație de seducătoare formidabilă și născând trei fiice nelegitime (dintre care una născută în 1816 a fost probabil Božena Němcová, marea scriitoare cehă, tatăl ei fiind contele Karel Jan Clam Martinić, iubitul ei de la Congresul de la Viena; celelalte două, Julie Zulmé și Antonine Piscatory, s-au născut în 1826 și 1827).
A devenit ducesă de Talleyrand la 28 aprilie 1838. La 6 (sau 8) ianuarie 1845, regele Prusiei a investit-o pe Dorothea ca ducesă de Sagan (cu privilegiul special ca ducatul să fie moștenit atât pe linie masculină cât și pe linie feminină), fiul ei Louis-Napoléon, fin al lui Napoleon, luând imediat titlul de prinț de Sagan.
Când Talleyrand a devenit ambasadorul Franței la Londra în 1830, ea l-a însoțit și s-a simțit mai confortabil acolo decât la Paris, oraș pe care ea l-a detestat și unde era privită ca o străină.  Aceasta a fost subiectul de-a lungul vieții ei: în Prusia era văzută ca fiind prea franceză, la Paris ca fiind prea germană.
După moartea lui Talleyrand în 1838, ea a dăruit Château de Rochecotte fiicei ei Pauline de Castellane în 1847, și a ales în 1843 să trăiască la castelul ei de la Sagan în Silezia (format din 130 de clădiri pe o proprietate de 1.200 de hectare, cumparat de către tatăl ei și apoi de sora ei Pauline de Hohenzollern). Ea a domnit peste acest ducat imens și bogat în pace, până când a avut un accident în iunie 1861 și a murit la 19 septembrie 1862 la Sagan, la vârsta de 69 de ani.